# Będargowo, Choszczno (huyện)
Będargowo [bɛndarˈɡɔvɔ] là một làng thuộc gmina Pełczyce, huyện Choszczno, tỉnh Zachodniopomorskie, phía tây bắc Ba Lan. Będargowo cách Pełczyce khoảng 5 kilômét (3 mi) về phía đông nam, cách Choszczno khoảng 16 km (10 mi) về phía nam, và cách thủ phủ của Zachodniopomorskie là Szczecin khoảng 69 km (43 mi) về phía đông nam.
Đối với lịch sử của khu vực, xem Lịch sử Pomerania.